# David Ellis (écrivain)
Pour les articles homonymes, voir Ellis et David Ellis.
Œuvres principales
- Série Jason Kolarich

David Ellis, né le 30 octobre 1967 à Chicago, dans l'État de l'Illinois, aux États-Unis, est un écrivain américain, auteur de romans policiers. 

## Biographie
David Ellis fait des études de droit à l'université Northwestern. Il travaille ensuite comme avocat à Chicago.
En 2001, il publie son premier roman Line of Vision, thriller pour lequel il est lauréat du prix Edgar-Allan-Poe 2002 du meilleur premier roman. En 2005, dans La Comédie des menteurs (In the Company of Liars), le récit est raconté à rebours.
En 2009, dans Caché (The Hidden Man), apparaît pour la première fois le personnage de Jason Kolarich, un avocat perspicace d'une ville du Midwest jamais nommée, mais inspirée par Chicago. Ce héros, un alter ego de son créateur, revient dans trois autres titres.
Depuis 2012, David Ellis coécrit en collaboration avec James Patterson.

## Œuvre

### SérieJason Kolarich
1. Caché, Le Cherche midi, coll. « Thriller », 2012 ((en) The Hidden Man, 2009)  (ISBN 978-2-7491-1469-9)Réédition Pocket, coll. « Thriller » no 14225, 2013 (ISBN 978-2-266-19880-6)
2. (en) Breach of Trust, 2011
3. La Conspiration Kolarich, Le Cherche midi, coll. « Thriller », 2016 ((en) The Wrong Man, 2012)  (ISBN 978-2-7491-3244-0)
4. (en) The Last Alibi, 2013

### Romans indépendants
- (en) Line of Vision, 2001
- (en) Life Sentence, 2003
- (en) Jury of One, 2004
- La Comédie des menteurs, Gallimard, coll. « Série noire », 2007 ((en) In the Company of Liars, 2005)  (ISBN 978-2-07-077481-4)Réédition Gallimard, coll. « Folio » no 747, 2014 (ISBN 978-2-07-045886-8)
- Seize ans après, Le Cherche midi, coll. « Thriller », 2015 ((en) Eye of the Beholder, 2007)  (ISBN 978-2-7491-1468-2)
- (en) Look Closer, 2022
- (en) The Best Lies, 2024

### Romans coécrits avec James Patterson

#### SérieInvisible
1. Invisible, L'Archipel, 2016 ((en) Invisible, 2014)  (ISBN 978-2-8098-1798-0)
2. Insoluble, L'Archipel, 2022 ((en) Unsolved, 2019)  (ISBN 978-2-8098-4308-8)

#### SérieBilly Harney and Kate Fenton
1. (en) The Black Book, 2017
2. (en) The Red Book, 2021
3. (en) Escape, 2022

#### Romans indépendants
- Week-end en enfer, L'Archipel, 2014 ((en) Guilty Wives, 2012)  (ISBN 978-2-8098-1548-1)
- Incontrôlable, L'Archipel, 2018 ((en) Mistress, 2013)  (ISBN 978-2-8098-2478-0)
- La Villa rouge, L'Archipel, 2017 ((en) The Murder House, 2015)  (ISBN 978-2-8098-2274-8)

## Prix et distinctions

### Prix
- Prix Edgar-Allan-Poe 2002 du meilleur premier roman pour Line of Vision[1]